# 2063 Bacchus
2063 Bacchus este un asteroid din grupul Apollo, descoperit pe 24 aprilie 1977 de Charles Kowal.